# Suzanne Lenglen
Suzanne Rachel Flore Lenglen (phát âm tiếng Pháp: [syzan lɑ̃'glɛn]; 24 tháng 5 năm 1899 – 4 tháng 7 năm 1938) là một vận động viên quần vợt người Pháp đã giành được 31 danh hiệu vô địch lớn trong những năm 1914 - 1926.

## Cuộc sống cá nhân
Suzanne là con gái của Charles và Anaïs Lenglen, được sinh ra tại Compiègne, phía bắc Paris. Khi còn trẻ cô phải chịu đựng rất nhiều vấn đề về sức khỏe bao gồm hen suyễn mãn tính. Vì con gái của mình quá yếu và hay ốm đau, Charles Lenglen - chủ sở hữu một công ty vận chuyển, quyết định cho cô tập luyện môn quần vợt để có được sức khỏe tốt hơn. Cô bắt đầu luyện tập vào năm 1910. Chỉ 4 năm sau đó, Lenglen tham gia giải vô địch Pháp năm 1914, cô để thua đương kim vô địch Marguerite Broquedis trong trận chung kết với tỉ số 5-7, 6-4, 6-3. Trong cùng năm đó, cô giành được chức vô địch tại Giải vô địch thế giới quần vợt sân cứng diễn ra tại Saint-Cloud, cô trở thành người chiến thắng trẻ nhất của một giải đấu lớn trong lịch sử quần vợt. Chiến tranh thế giới thứ nhất khiến các giải đấu quần vợt bị hoãn lại, và sự nghiệp thi đấu của Lenglen bị gián đoạn trong 5 năm tiếp theo, cho đến Wimbledon năm 1919.
Vào tháng 6 năm 1938, báo chí Pháp đã thông báo Lenglen được chẩn đoán mắc bệnh bạch cầu. Chỉ ba tuần sau đó, cô bị mù và qua đời vì thiếu máu ác tính vào ngày 4 tháng 7 năm 1938. Cô được chôn cất trong Cimetière de Saint-Ouen tại Saint-Ouen gần Paris.

## Thành tích thi đấu
Theo Wallis Myers của The Daily Telegraph và Daily Mail, Lenglen được xếp hạng trong top ten thế giới từ năm 1921 - 1926 (khi bắt đầu có bảng xếp hạng) và là tay vợt số 1 thế giới trong những năm đó. Cô là một tay vợt tài năng và cực kỳ nhanh nhẹn cùng những cú đánh chính xác giúp cô thống trị quần vợt nữ trong bảy năm liên tiếp. Lối chơi tuyệt vời của cô thu hút thêm sự quan tâm của khán giả trong quần vợt nữ, và các môn thể thao của nữ nói chung.
Trong suốt sự nghiệp của mình, Lenglen đã giành được 81 danh hiệu đơn nữ, 73 danh hiệu đôi nữ và 11 danh hiệu đôi nam nữ.
| Giải đấu      | Đơn nữ                            | Đôi nữ                            | Đôi nam, nữ                  |
| ------------- | --------------------------------- | --------------------------------- | ---------------------------- |
| Roland-Garros | (6) 1920/1921/1922/1923/1925/1926 | (5) 1914/1921/1922/1925/1926      | (5) 1921/1922/1923/1925/1926 |
| Wimbledon     | (6) 1919/1920/1921/1922/1923/1925 | (6) 1919/1920/1921/1922/1923/1925 | (3) 1920/1922/1925           |

### Nội dung đơn nữ: 12
| Kết quả | Năm  | Giải đấu                           | Mặt sân | Đối thủ                   | Tỉ số          |
| ------- | ---- | ---------------------------------- | ------- | ------------------------- | -------------- |
| Vô địch | 1914 | World Hard Court Championships     | Đất nện | Germaine Golding          | 6–3, 6–2       |
| Vô địch | 1919 | Wimbledon                          | Cỏ      | Dorothea Lambert Chambers | 10–8, 4–6, 9–7 |
| Vô địch | 1920 | Wimbledon (2)                      | Cỏ      | Dorothea Lambert Chambers | 6–3, 6–0       |
| Vô địch | 1921 | World Hard Court Championships (2) | Đất nện | Molla Bjurstedt Mallory   | 6–2, 6–3       |
| Vô địch | 1921 | Wimbledon (3)                      | Cỏ      | Elizabeth Ryan            | 6–2, 6–0       |
| Vô địch | 1922 | World Hard Court Championships (3) | Đất nện | Elizabeth Ryan            | 6–3, 6–2       |
| Vô địch | 1922 | Wimbledon (4)                      | Cỏ      | Molla Bjurstedt Mallory   | 6–2, 6–0       |
| Vô địch | 1923 | World Hard Court Championships (4) | Đất nện | Kathleen McKane Godfree   | 6–2, 6–3       |
| Vô địch | 1923 | Wimbledon (5)                      | Cỏ      | Kathleen McKane Godfree   | 6–2, 6–2       |
| Vô địch | 1925 | Giải vô địch Pháp (5)              | Đất nện | Kathleen McKane Godfree   | 6–1, 6–2       |
| Vô địch | 1925 | Wimbledon (6)                      | Cỏ      | Joan Fry Lakeman          | 6–2, 6–0       |
| Vô địch | 1926 | Giải vô địch Pháp(6)               | Đất nện | Mary Browne               | 6–1, 6–0       |

## Khác
- Lenglen được ghi danh vào ngôi nhà của các huyền thoại quần vợt (International Tennis Hall of Fame) vào năm 1978, là một trong những tay vợt xuất sắc nhất trong lịch sử quần vợt.
- Năm 1997, sân thi đấu thứ hai của cụm sân Roland Garros, được đổi tên thành Suzanne Lenglen.